# Црква Светог Саве у Торонту
Српска православна црква Светог Саве је православна црква у Торонту, главном граду канадске провинције Онтарио. Црква припада Епархији канадској која је органски део Српске православне цркве.
Црква је посвећена Светом Сави, првом архиепископу аутокефалне Српске православне цркве. Прва је српска православна црква изграђена у Торонту због чега се често назива и мајком црквом локалне српске заједнице.
Црквено-школска општина Светог Саве, са две парохије, обухвата територију Торонта. Парохије се зову: прва торонтска и четврта торонтска. Црква Светог Саве и Храм Сабора српских светитеља у Мисисаги су чиниле једну црквено-школску општину све до осамостаљења 2023. године.

## Историјат
Изградња цркве и црквеног дома (под називом Српски дом) на северноисточном углу улица Ривер и Џерард почела је 10. јуна 1953. године, а камен-темељац освештао је надлежни епископ америчко-канадски Дионисије (Миливојевић) 22. августа 1953. године.
Архитекта цркве и дома био је Петар Пера Поповић, а грађевински контрактор Велимир Веља Реља. Највећи донатори били су задужбинари Божидар Марковић и његова жена Милица. Једнобродна црква грађена је у романескном стилу и адаптирана у српско-византијски стил. Полукружни олтар и апсида су на истоку, а на западу је главни улаз у цркву са малим предворјем. Изнад крова на западној страни цркве издиже се и мала округла купола. Црква има три црквена крста. Црквени дом подигнут је директно на северној страни цркве, кроз које се може ући и у цркву.
Прво богослужење одржано је у црквеном дому на Васкрс, 25. априла 1954. године, а темеље цркве је 5. септембра 1954. освештао епископ жички Николај (Велимировић) који је и преноћио у цркви. По завршетку службе био је молебан за здравље и спасење ухапшеног и осуђеног митрополита црногорско-приморског Арсенија.
Црква је освештана 22. маја 1955. године. Обред освећења обавили су надлежни епископ америчко-канадски Дионисије, прота Миодраг Ђурић из Лакаване, отац Јустиниан Илкић из Монтреала, отац Никола Стојсављевић из Нијагара Фолса, отац Алексије Шевченко из Торонта и отац Бранко Шкаљац из Мејсонтауна. Отварању цркве присуствовала је и руска кнегиња Олга Александровна која је храму поклонила икону светог Александра Невског. Наредне године освештан је и црквени иконостас, рад Симе Темовског.
У цркви се налази слика Свети Сава благосиља Српчад, рад сликарке Душке Арежине и верна копија оригиналне слике Уроша Предића из 1921. године. Слика је откривена и освештана 4. маја 1975. године.
Црква Светог Саве и Храм Сабора српских светитеља у Мисисаги су чиниле једну црквено-школску општину све до осамостаљења 2023. године. Те исте, 2023. године, рађена је реконструкција бочне фасаде цркве. У цркви је априла 2024. године постављен Христов гроб који је испоручен из Србије у комадима и састављен у самој цркви. У децембру 2024. постављен је новоизграђени полијелеј у наосу цркве. У цркви се чува и део моштију Момишићких мученика од марта 2025. године.

## Црквене установе
При цркви је, од свог оснивања све до 2. децембра 2002. године, деловало и Коло српских сестара „Краљица Александра”. Тада су, на својој годишњој скупштини, сестре Кола сестара једногласно одлучиле да сву своју активност пренесу у новосаграђени Храм Сабора српских светитеља и Српски центар у Мисисаги. На скупштини одржаној 2. марта 2003. године у сали Цркве Светог Саве, основано је ново Коло српских сестара са новим именом и сестринском славом – Свете жене мироносице.
Лист парохије „Гласник” почео је са излажењем 27. септембра 1964. године. Чланови уређивачког одбора били су о. Никола Стојсављевић и још пет чланова. Иако у почетку скромног обима и изгледа, „Гласник” је ускоро почео да обележава најважније догађаје у животу парохије. Израстао је у озбиљан часопис који је излазио све до 2009. године.
При цркви делују и хор „Кир Стефан Србин” као и библиотека „Миливоје Петковић”.

## Посете
Светој литургији у цркви присуствовали су 1959. године краљ Петар II Карађорђевић, бугарски принц Симеон и његова сестра принцеза Марија Лујза (унуци краљице Јелене Петровић-Његош), 1961. године кнез Михаило Петровић-Његош као и принц Томислав Карађорђевић и његова тадашња супруга принцеза Маргарита 1966. године. Престолонаследник Александар, принцеза Катарина и принцеза Јелисавета присуствовали су Светој литургији у цркви 1992. године.
Свету архијерејску литургију у цркви служио је епископ канадски Митрофан уз саслужење епископа буеносајреског и јужноцентралноамеричког Кирила о Недељи православља, 5. марта 2023. године, након чега је уприличена пригодна свечаност.
Храм је посетио патријарх српски у три наврата: патријарх Иринеј у јуну 2015. године и фебруару 2016. године и патријарх Порфирије у октобру 2024. године. Патријарху Порфирију саслуживали су митрополит средњезападноамерички Лонгин, митрополит канадски Митрофан, епископ источноамерички Иринеј, епископ јенопољски Никон и умировљени епископ канадски Георгије.

## Свештеници
Служе бар два свештеника у цркви од 1987. године.
- о. Алексије Алексеј Шевченко (1954–1963)[15]
- о. Симеон Гроздановић (1963–1964)
- о. Никола Стојсављевић (1964–1972)[16][17]
- о. Симеон Гроздановић (1972–1973)
- о. Милоје Раичевић (1973–1975)
- о. Жарко Митровић (1975–1980)[18]
- о. Михајло Додер (1980–1999)
- о. Василије Томић (1987–2010)
- о. Љубомир Рајић (1999–2010)
- о. Милутин Вељко (2010–2017) и о. Милош Пурић (2010–2017)
- о. Милован Средојевић (2017–2021)
- о. Владимир Вранић (2018)
- о. Дејан Обрадовић (2018–2019)
- о. Првослав Пурић (2019–2025)
- о. Драго Кнежевић (2021–2025)
- о. Јовица Ћетковић (2025–)

## Галерија
- Капија и камен-темељац цркве
- Иконостас цркве
- Паркинг и задњи део цркве
- Слика Свети Сава благосиља Српчад, рад сликарке Душке Арежине
- Део црквене библиотеке „Миливоје Петковић”